# Giacoma
Giacoma  è un nome proprio di persona italiano femminile.

## Varianti
- Femminili
  - Alterati: Giacomina[2][3][4][5], Giacometta[2][3], Giacomella[2]
  - Ipocoristici: Mina[4][5]
- Maschili: Giacomo[1][2][3]

### Varianti in altre lingue
- Bulgaro: Жаклина (Žaklina)[6]
- Croato: Žaklina[6][7]
- Francese: Jacqueline[5][6][7]
- Inglese: Jacqueline[6], Jacquelyn[6][7], Jaquelyn[6], Jaqueline[6][7], Jacquelin[7], Jacqualine[7], Jacquelene[7], Jacalyn[7], Jacaline[7], Jackalyn[6][7], Jacklyn[6][7], Jaclyn[6], Jaclin[7], Jacklen[7]
  - Ipocoristici: Jacki[6][7], Jackie[6][7], Jaki[6][7], Jakki[6][7], Jaci[6], Jacqui[6][7], Jamie[8], Jaqui[7], Jax[7]

- Macedone: Жаклина (Žaklina)[6]
- Polacco: Żaklina[6][7]
- Russo: Жаклин (Žaklin)[7]
- Scozzese: Jamesina[6]
- Serbo: Жаклина (Žaklina)[6][7]
- Spagnolo: Jacquelina[7]

- Tedesco: Jakobine

## Origine e diffusione
È la forma femminile di Giacomo, di gran lunga meno diffusa della sua controparte maschile; secondo dati di fine anni '70, in Italia erano residenti 11.000 "Giacoma", la maggioranza delle quali nel Sud, contro 148.000 "Giacomo", oltre tredici volte di meno; leggermente più diffuso risultava il diminutivo "Giacomina", con circa 23.000 persone.
Ottima diffusione gode invece la forma francese Jacqueline che, adottata in inglese già nel Medioevo e ricomparsa poi nel XIX secolo, conta in tale lingua un gran numero di varianti ed è ricordata soprattutto per la figura di Jacqueline Lee Bouvier, moglie prima di J. F. Kennedy, e quindi di Aristotele Onassis.

## Onomastico
L'onomastico si festeggia lo stesso giorno di Giacomo.

## Persone
- Giacoma de Settesoli, terziaria francescana italiana
- Giacoma Limentani, traduttrice, scrittrice e saggista italiana

### Variante Giacomina
- Giacomina di Bueil, amante di Enrico IV di Francia
- Giacomina di Hainaut, figlia di Guglielmo II di Baviera-Straubing

### Variante Jacqueline

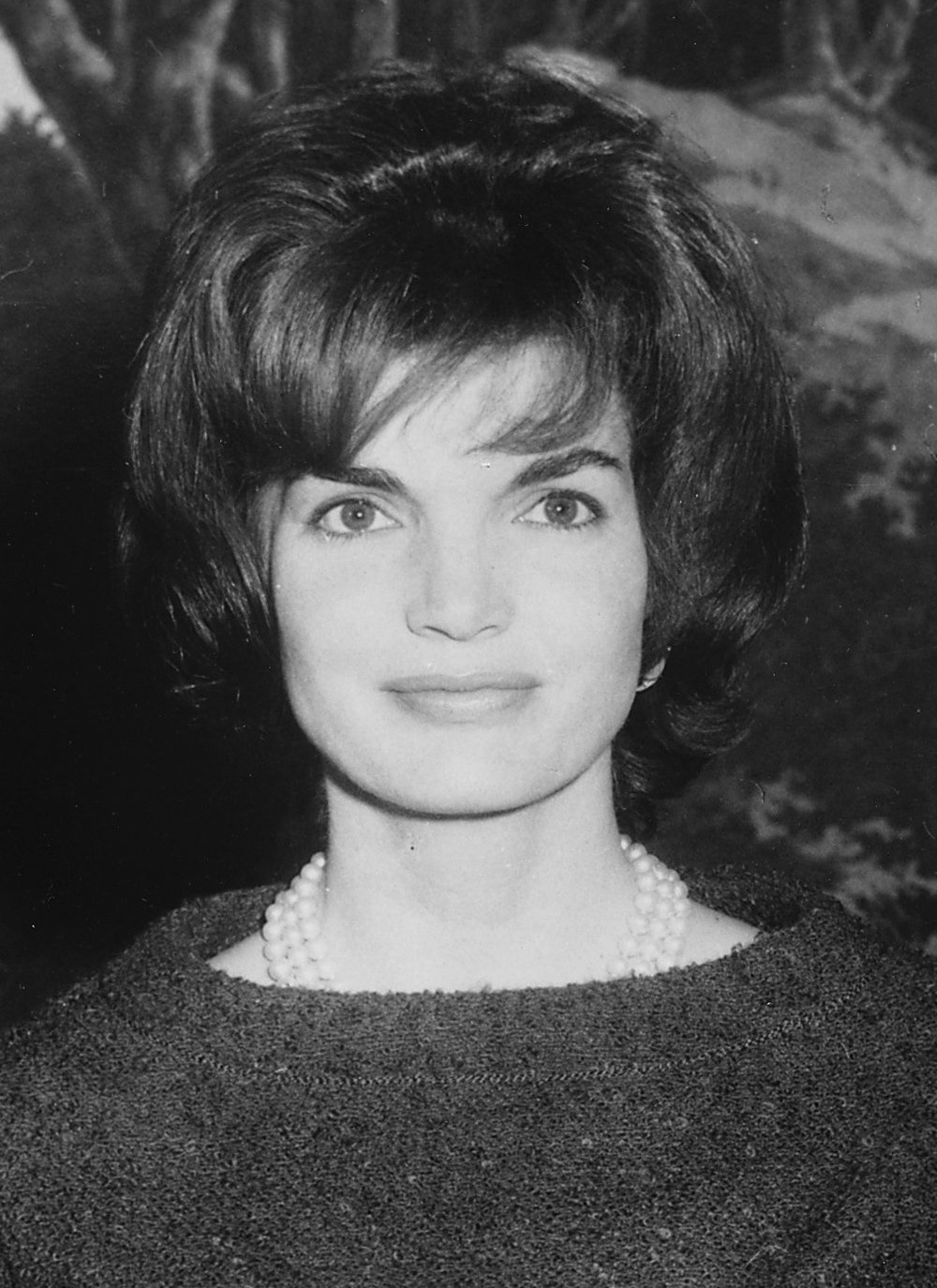
Jacqueline Kennedy Onassis

- Jacqueline Bisset, attrice britannica
- Jacqueline Kennedy Onassis, first lady statunitense
- Jacqueline Logan, attrice statunitense
- Jacqueline MacInnes Wood, attrice e cantante canadese
- Jacqueline Sassard, attrice francese
- Jacqueline Scott, attrice statunitense

### Altre varianti
- Jaqueline de Carvalho, pallavolista brasiliana
- Jaclyn DeSantis, attrice statunitense
- Jacquelyn Jablonski, modella statunitense
- Jaclyn Linetsky, attrice canadese
- Jacquelyn Mayer, modella statunitense
- Jaclyn Smith, attrice statunitense
- Jaqueline Tyrwhitt, architetto britannico

## Il nome nelle arti
- Jacqueline Natla è un personaggio della serie di videogiochi Tomb Raider.